# 泰比爾
泰比爾（Adrien Trebel，1991年3月3日—）是法國的職業足球運動員，司職中場，現效力於比利時足球甲級聯賽標準列治。

## 球會生涯
泰比爾是南特的青訓球員，首次在法國足球乙級聯賽出場在2011年2月10日對戰瓦訥奧林匹克，72分鍾入替伊斯梅尔·凯塔，最後作客以1 : 0勝出。2014年，加盟比利時足球甲級聯賽標準列治。